# Procter & Gamble
Procter & Gamble este un trust multinațional cu sediul în Statele Unite ale Americii. Numele firmei vine de la cei doi fondatori ai săi, William Procter și James Gamble. Grupul Procter & Gamble este unul dintre cei mai importanți producători de bunuri de larg consum nealimentare la nivel mondial.
Sediul central este în orașul american Cincinnati, Ohio. Acest oraș este și locul unde s-a înființat firma, în anul 1837.
De-a lungul timpului producția firmei s-a diversificat, actualmente sub egida "Procter & Gamble" se produc: detergenți, cosmetice, mâncare, produse de igienă.
În anul 2005, a achiziționat compania rivală Gillette pentru suma de 57 de miliarde dolari.

## Mărcile companiei
- Detergenți: Ariel, Tide, Bonux
- Cosmetice: Head and Shoulders, Camay, Pantene, Olay, Max Factor
- Produse de hîrtie: Pampers, Always, Tampax
- Alimente: Folgers (cafea),
- Altele: Duracell (baterii), Gilette, Braun, Oral B, Blend-a-Med

## Procter & Gamble în România
Procter & Gamble este prezent în România din 1992.
În 1995 trustul Procter & Gamble a cumpărat o parte din fabrica de detergenți și înălbitori de la Timișoara, înființînd S.C. Detergenți S.A., firmă de producție, care avea în februarie 2009 un număr de 850 de angajați.
În 1996 în cadrul fabricii din Timișoara a început producția de detergenți. Prima marcă produsă a fost Tide pentru spălare manuală. Ulterior producția s-a diversificat, producîndu-se detergenți marca Ariel, Perlan Bonux (transformat pe parcurs în Bonux) și s-a început producția de detergenți pentru spălare automată.
Tot în anul 1996 s-a început la Timișoara și producția de înălbitor marca Ace.
Pe lângă piața românească, S.C. Detergenți S.A. aprovizionează și piețele din Ucraina, Republica Moldova, Ungaria, Kazahstan.
Din anul 2000, lângă fabrica din Timișoara s-a construit un centru de distribuție, care distribuie, alături de produsele fabricii, și produse Procter & Gamble din import.
În București, trustul Procter & Gamble deține firma Procter & Gamble Marketing, care coordonează vânzarea produselor Procter & Gamble în România, ocupându-se și de publicitate.
În august 2008, Procter&Gamble a ales pentru construcția unei noi fabrici de cosmetice localitatea Urlați, unde a concesionat 24 de hectare de teren dintr-un parc industrial.
Aceasta este cea mai mare fabrică de șampoane a Procter & Gamble din lume.
Fabrica a fost inaugurată la data de 28 septembrie 2010, produsele fabricate fiind destinate exportului în proporție de 90%, peste 60% din șampoanele produse aici fiind livrate în Turcia, Rusia și pe piețe din Europa de Est.
A fost construită printr-o investiție de 100 de milioane de dolari.
Fabrica are 250 de angajați, dintre care 100 lucrează în birouri.
Principalul concurent pe piața din România este Unilever.
Cifra de afaceri în 2007: 250 milioane euro